# Louise Bogan
Louise Bogan , née le 11 août 1897 dans la petite ville de Livermore Falls, dans le comté d'Androscoggin à proximité de la ville de Lewiston dans l'État du Maine, morte le 4 février 1970 à New York, est une poète, professeure d'université et critique littéraire américaine dont les articles sur la poésie pour le magazine The New Yorker et ses conférences ont eu une influence majeure sur les auteurs américains comme Theodore Roethke,  May Sarton, William Morris Meredith Jr. (en), Sylvia Plath, etc. Elle est la première femme à être choisie par le directeur de la Bibliothèque du Congrès  pour occuper la charge de United States Poet Laureate (en) (poète lauréat des États-Unis) en 1945.

## Biographie

### Jeunesse et formation
Louise Mary Bogan est la fille de Daniel Joseph Bogan, un contremaître qui travaille dans une papeterie (l'International Paper Company), et de Mary Helen Murphy Shields, surnommée May Bogan qui détestait l'odeur dégagée par l'usine et la vie provinciale. En 1901, la famille Bogan emménage à  Milton dans le New Hampshire, elle loue deux chambre dans un hôtel, la première est occupée par Daniel Bogan et son fils aîné, la seconde est occupée par May et Louise Bogan. Les relations entre May et Daniel Bogan se dégradent, May enchaîne les aventures amoureuses au vu et au su de sa fille.  En 1906, la famille Bogan s'installe à Ballardvale, Massachusetts (en), une ville industrielle à proximité d'Andover. Louise se réfugie dans les livres pour s'évader des querelles entre ses parents. Elle achève ses études primaires à la Mount Saint Mary Academy, de Manchester dans le New Hampshire. En 1909, la famille Bogan s'établit à Boston dans le Massachusetts , ce qui permet à Louise de suivre ses études secondaires à la Boston Latin Academy (en) où elle a reçu un enseignement de qualité en lettres classiques et littérature anglaise,,. 
En 1915, elle est admise à l'université de Boston, elle se plonge dans la lecture d'Arthur Symons, Walter Pater, Max Stirner , Aubrey Beardsley, Amy Lowell , Louise Imogen Guiney, Compton Mackenzie, Alice Meynell Christina Rossetti , Sara Teasdale , Lizette Woodworth Reese (en), Edna St.Vincent Millay et d' Elinor Wylie. Mais bien qu'elle ait obtenu une bourse d'études pour suivre ses études universitaires au Radcliffe College de Cambridge, près de Boston elle abandonne ses études pour se consacrer à sa vie d'épouse et de mère de famille,,
En effet, à ses 19 ans, elle épouse un officier de l'US Army, Curt Alexander, dans un premier temps le couple vit à Bleecker Street dans le quartier de Greenwich Village de Manhattan. Mais quand les États-Unis entrent en guerre en 1917, Louise suit son mari dans sa nouvelle affectation à Panama. Louise ne supporte pas le climat équatorial et en 1918, elle rentre chez sa mère avec sa fille Maidie. En 1919, Louise rejoint son époux qui est affecté à la base militaire de Fort Dix dans le New Jersey. Régulièrement Louise emprunte le ferry pour se rendre au Greenwich Village pour y rencontrer des amis. Durant l'été 1919, les tensions au sein du couple sont telles que Louise le quitte avec leur fille Maidie et emménage dans un appartement situé dans la 12 West 9th Street au cœur du Greenwich Village,,.

### Carrière
Après la mort de son époux en 1920, Louise Bogan a pour ressources sa pension de veuve militaire et son salaire d'employée au sein de la librairie Brentano's. Elle s'insère dans la vie littéraire du Greenwich village, fait la connaissance de divers écrivains comme William Carlos Williams,  Malcolm Cowley (en), Paul Rosenfeld, Lola Ridge , Mina Loy , John Silas Reed , Louise Bryant, Marianne Moore, Conrad Aiken et surtout le critique littéraire Edmund Wilson qui va devenir son mentor et va l'encourager à écrire des articles de recensions et de critiques littéraires pour différentes revues,,.

#### Les premiers pas littéraires
En 1921, ses  cinq premiers poèmes sont publiés par la revue Poetry fondée et dirigée par Harriet Monroe, puis elle va publier divers articles de critique littéraire dans les revues et magazines The New Republic, Vanity Fair, The Liberator (magazine), puis elle est la rédactrice de la rubrique recensions littéraires au sein du New York Evening Post. Parallèlement, avec Marianne Moore elle travaille à la New York Public Library, où toutes les deux collent des pochette pour cartes de prêts à l'intérieur des livres.
En 1922, Louise Bogan prend le bateau pour un voyage en Europe, elle visite Paris, Zurich, Vienne. Durant ses escales européennes, elle écrit d'autres poèmes qui, à son retour en octobre 1922, seront complétés pour être édités le 1er janvier 1923 dans le recueil de poésie au titre de Body of This Death,,.   
En 1925, après son mariage avec Raymond P. Holden (en), elle fait venir sa fille Maidie qu'elle avait confiée à des parents.  Louise élargit son cercle d'amis, on y trouve  Léonie Adams , Genevieve Taggard , Rolfe Humphries (en), Margaret Mead , Ruth Benedict , Scudder Middleton.  Elle publie Dark Summer en 1929 puis The Sleeping Fury en 1937.     

#### L'entrée au New Yorker
Raymond Holden ruiné par la crise de 1929 entre comme rédacteur en chef au magazine The New Yorker, Katherine S. White convainc Harold Ross le fondateur du New Yorker de publier de la poésie et de créer une rubrique de critique littéraire de haut-niveau, la présence de Raymond Holden  et les dernières publications de Louise facilitent son embauche pour tenir la rubrique poésie et critique littéraire, poste qu'elle tiendra jusqu'à sa mort,. Louise Bogan a publié l'ensemble de ses critiques publiées au sein du New Yorker dans son livre A Poet's Alphabet: Reflections on the Literary Art and Vocation. 

#### La dépression et le renouveau
Le 1er avril 1933, grâce à l'obtention d'une bourse d'études attribuée par la fondation John-Simon-Guggenheim elle part en Italie. De retour en août 1933, elle découvre les infidélités de son mari, elle est prostrée et entre alors dans un épisode dépressif grave qui nécessite une hospitalisation au White Plains Hospital (en) à White Plains (New York). Pendant les cinq mois de son hospitalisation elle travaille son écriture poétique surmontant ainsi ses difficulté à écrire,. À la fin de son hospitalisation, elle de met à réécrire de façon plus libre, elle dit en avoir fini avec ses démons intérieurs. En 1935, elle découvre le poète et écrivain autrichien Rainer Maria Rilke, passionnée par ses poèmes, elle se met à approfondir son allemand et à le traduire durant les années qui suivent,,.  
En 1937, elle publie The Sleeping Fury qui fait référence aux Furies de la mythologie grecque qui venaient tourmenter les personnes coupables de crimes intra-familiaux ou contre la société où s'exprime ses angoisses venant de son enfance au sein d'une famille dysfonctionnelle, de celles des infidélités de son époux, de ces difficultés à élever sa fille, le poème final Song for a Lyre met une note de quiétude qui fait référence à sa recherche de sérénité, de son combat de ce qu'elle appelle sa black side (sa face obscure) qui interfère sur son écriture, comme elle le confie à son ami Edmund Wilson.    

#### La diversification
Après la publication en 1941 de Poems and new poems, et de Collected poems en 1954, Louise Bogan écrit divers articles de critique littéraires, pour le New Yorker, mais aussi pour d'autres journaux et magazines, elle participe à des jurys de prix littéraires comme le premier Bollingen Prize (en) de 1949 qui est attribué à Ezra Pound. Elle donne diverses conférences dans des universités : l'université de Washington (1948), l'université de Chicago (1949), l'université de l'Arkansas (1953). Mais surtout elle sera très prise par sa nomination de Poète lauréat de la Bibliothèque du Congrès, où pendant une année, elle doit apporter sa touche personnelle pour développer la culture poétique dans l'espace public, organiser des lectures publiques, faire connaître des auteurs et dans ce cadre elle édite une compilation des derniers travaux littéraires britanniques et un ouvrage faisant l'état des lieux de la poésie américaine qui sera publié en 1951 sous le titre de Achievement in American Poetry ( Où en est la poésie américaine). Et elle sa lance avec Elizabeth Mayer (en) dans la traduction de Goethe.

#### Les dernières années
Peu à peu Louise Bogan se retire de l'écriture pour se consacrer uniquement à ses articles de recensions littéraires pour le New Yorker jusqu'en 1969.
Jusqu'à sa mort, Louise Bogan aura lutté contre ses blessures psychiques et connaîtra plusieurs hospitalisations liées à des épisodes dépressifs, à la fin de sa vie sa vie elle est émotionnellement désemparée,.

### Vie personnelle
Le 4 septembre 1916, elle épouse  Curt Alexander, un capitaine de l'US Army âgé de 28 ans. Le 19 octobre 1917,  le couple donne naissance à leur fille Mathilde, surnommée Maidie. Curt Alexander décède des suites d'un ulcère gastrique en 1920.  
Le 10 juillet 1925, Louise Bogan épouse l'écrivain et journaliste Raymond P. Holden (en), le couple divorce en 1937,.  
Louise Bogan s'est éteinte chez elle, dans son domicile, de New York le 4 février 1970, à l'âge de 72 ans.  
Après ses funérailles, sa dépouille fut incinérée.  

## Archives
Les archives Louise Bogan sont déposées et consultables à la bibliothèque du Amherst College et à la bibliothèque de l'Université Princeton. 

## Œuvres

### Poésie
- (en) Body of This Death : Poems (Classic Reprint), R.M. McBride & Company, 1er janvier 1923, 48 p. (ISBN 9780331093209, lire en ligne),
- (en) Dark summer, poems, Charles Scribner's Sons, 1929, 72 p. (OCLC 58875296),
- (en) The Sleeping fury : poems, Charles Scribner's Sons, 1937, 42 p. (OCLC 1142033644),
- (en) Poems and new poems, Charles Scribner's Sons, 1941, 136 p. (OCLC 30408954, lire en ligne),
- (en) Collected Poems 1923-1953, Noonday Press, 1954, rééd. 1964, 136 p. (OCLC 221097637, lire en ligne),
- (en) The Golden Journey : Poems for Young People, Reilly & Lee / McGraw-Hill, 1965, rééd. 1 mars 1990, 304 p. (ISBN 9780809242498),
- (en) The Blue Estuaries : Poems: 1923-1968, Farrar, Straus and Giroux, 1968, rééd. 31 octobre 1995, 152 p. (ISBN 9780374524616, lire en ligne),

### Critiques littéraires
- (en) Achievement in American poetry, 1900-1950, Henry Regnery, 1951, 158 p. (OCLC 252750887, lire en ligne),
- (en) Selected criticism : prose, poetry, Noonday Press, 1955, 424 p. (OCLC 804724011, lire en ligne),
- (en) A Poet's Alphabet : Reflections on the Literary Art and Vocation, McGraw-Hill, 1er janvier 1970, 504 p. (ISBN 9780070063709, lire en ligne),

### Autobiographie
- (en) Journey Around My Room : The Autobiography of Louise Bogan, Viking Press, 17 novembre 1980, 248 p. (ISBN 9780670409426, lire en ligne),

### Prose
- (en) A Poet's Prose : Selected Writings, Swallow Press/Ohio University Press, 4 juin 2005, 352 p. (ISBN 9780804010719),

### Correspondance
- (en) What the Woman Lived : Selected Letters, 1920-1970, Harcourt Brace Jovanovich, 1973, 422 p. (ISBN 9780151958788, lire en ligne),
- (en) Co-écrit Weston et Mildred Weston, Our 30 Year Old Friendship and Legacy : Letters from Louise Bogan, Eastern Washington University, 1er janvier 1997, 163 p. (ISBN 9780910055390, lire en ligne),

### Travail de traductrice
- (en) Jules Renard (trad. du français par Louise Bogan & Elizabeth Roget), The Journal of Jules Renard [« Journal »], Tin House Books, 1927, 304 p. (ISBN 9780979419874, lire en ligne)[32],
- (en) Ernst Jünger (trad. de l'allemand par Louise Bogan & Elizabeth Mayer), The Glass Bees [« Gläserne Bienen »], NYRB Classics, 1957, 209 p. (ISBN 9780940322554)[33],
- (en) Johann Wolfgang von Goethe (trad. de l'allemand par Louise Bogan & Elizabeth Mayer), Elective Affinities [« Die Wahlverwandschaften »], Gateway Edition, 1er décembre 1963, 305 p. (ISBN 9780895269560),
- (en) Johann Wolfgang von Goethe (trad. de l'allemand par Louise Bogan & Elizabeth Mayer), The Sorrows of Young Werther and Novella [« Die Leiden des jungen Werthers »], Random House, 1er janvier 1971, 217 p. (ISBN 9780394470245),

## Prix et distinctions
- 1933 : obtention d'une bourse délivrée par la fondation John-Simon-Guggenheim, pour le domaine de la poésie[34],
- 1945 : nomination à la charge de Poète lauréat de la bibliothèque du Congrés[35]
- 1954 : co-lauréate avec Leonie Adams du Bollingen Prize (en) décerné par l'Université Yale[36],
- 1959 : obtention de l'Academy Fellowship, bourse d'un montant de 5 000 $ attribuée par l'Academy of American Poets[37],[38],
- 1967 : obtention d'une bourse attribuée par le National Endowment for the Arts[39],
- 1968 : élection comme membre de l'American Academy of Arts and Letters[40].

## Pour approfondir

#### Notices dans des encyclopédies et ouvrage de références
- (en-US) American National Biography, volume 3, Oxford University Press, USA, 1999, 973 p. (ISBN 9780195127829, lire en ligne), p. 102-103. ,
- (en-US) Dictionary of American Writers, Merriam-Webster, 1er janvier 2001, 545 p. (ISBN 9780877790228, lire en ligne), p. 47,
- (en-US) Women in World History, Volume 2, Yorkin Publications, 13 septembre 1999, 920 p. (ISBN 9780787640613, lire en ligne), p. 675-680.
- (en-US) Elizabeth H. Oakes, American Writers, Facts on File, 1er janvier 2004, 433 p. (ISBN 9780816051588, lire en ligne), p. 47-49. ,
- (en-US) Jeffrey A. Gray, The Greenwood Encyclopedia Of American Poets And Poetry, volume 1, Greenwood Press, 30 décembre 2005, 357 p. (ISBN 9780313330094, lire en ligne), p. 162-164. ,

#### Essais
- (en-US) Jaqueline Ridgeway, Louise Bogan, Boston, Massachusetts, Twayne Publishers, 1984, 166 p. (ISBN 9780805774016, lire en ligne). ,
- (en-US) Martha Collins, Critical Essays on Louise Bogan, Boston, Massachusetts, G.K. Hall, 1er mars 1984, 232 p. (ISBN 9780816186808, lire en ligne),
- (en-US) Elizabeth Frank, Louise Bogan : A Portrait, Knopf, 12 février 1985, 460 p. (ISBN 9780394524849),
- (en-US) Gloria Bowles, Louise Bogan's Aesthetic Of Limitation, Bloomington, Indiana, Indiana University Press, 1987, 177 p. (ISBN 9780253336026, lire en ligne),
- (en-US) Elizabeth Dodd, The Veiled Mirror and the Woman Poet : H.D., Louise Bogan, Elizabeth Bishop, and Louise Glück, Columbia, Missouri, University of Missouri Press, 1er novembre 1992, 240 p. (ISBN 9780826208576, lire en ligne), p. 71-103,

#### Articles anglophones
Les articles de JSTOR, sont librement accessibles à la lecture en ligne jusqu'à la concurrence de 99 articles par mois.

##### Années 1950 - 1989
- Elder Olson, « Louise Bogan and Léonie Adams », Chicago Review, vol. 8, no 4,‎ 1954, p. 70-87 (18 pages) (lire en ligne ),
- Paul Ramsey, « Louise Bogan », The Iowa Review, vol. 1, no 3,‎ été 1970, p. 116-124 (9 pages) (lire en ligne ),
- Elizabeth P. Perlmutter, « A Doll's Heart: The Girl in the Poetry of Edna St. Vincent Millay and Louise Bogan », Twentieth Century Literature, vol. 23, no 2,‎ mai 1977, p. 157-179 (23 pages) (lire en ligne ),
- Russell Anne Swafford et Paul Ramsey, « The Influence of Sara Teasdale on Louise Bogan », CEA Critic, vol. 41, no 4,‎ mai 1979, p. 7-12 (6 pages) (lire en ligne ),
- Elizabeth Frank, « Putting to Sea (Louise Bogan in 1936) », Grand Street, vol. 2, no 1,‎ automne 1982, p. 131-144 (14 pages) (lire en ligne ),
- Pamela Uschuk, « After Reading Louise Bogan's Journals », Poetry, vol. 145, no 3,‎ décembre 1984, p. 134-135 (2 pages) (lire en ligne ),
- Michael Paul Novak, « Love and Influence: Louise Bogan, Rolfe Humphries, and Theodore Roethke », The Kenyon Review, New Series, vol. 7, no 3,‎ été 1985, p. 9-20 (12 pages) (lire en ligne ),

##### Années 1990-2019
- Mary Kinzie, « The Cure of Poetry: On the Discipline of Word and Spirit in Conditions of Dryness: An Essay with Admonishments from the Work of Louise Bogan, J. M. Coetzee, and Other Poets », Southwest Review, vol. 76, no 4,‎ automne 1991, p. 456-478 (23 pages) (lire en ligne )
- Lee Upton, « The Re-Making of a Poet: Louise Bogan », The Centennial Review, vol. 36, no 3,‎ 1992, p. 557-572 (16 pages) (lire en ligne ),
- Christine Colasurdo, « The Dramatic Ambivalence of Self in the Poetry of Louise Bogan », Tulsa Studies in Women's Literature, vol. 13, no 2,‎ automne 1994, p. 339-361 (23 pages) (lire en ligne ),
- Camille Roman, « Robert Frost and Three Female Modern Poets: Amy Lowell, Louise Bogan, and Edna Millay », The Robert Frost Review, vol. 5,‎ 1995, p. 62-69 (8 pages) (lire en ligne ),
- Mary Kinzie, « Louise Bogan in Her Prose », The American Poetry Review, vol. 34, no 2,‎ mars - avril 2005, p. 15-23 (9 pages) (lire en ligne ),
- Michael Collier, « A Final Antidote: The Journals of Louise Bogan », The Virginia Quarterly Review, vol. 83, no 3,‎ été 2007, p. 210-225 (16 pages) (lire en ligne ),
- Heidi Morse, « Feminist Receptions of Medusa », Comparative Literature, vol. 70, no 2,‎ juin 2018, p. 176-193 (18 pages) (lire en ligne ),